# Tom Henning Øvrebø
 (mai 2009).
Si vous disposez d'ouvrages ou d'articles de référence ou si vous connaissez des sites web de qualité traitant du thème abordé ici, merci de compléter l'article en donnant les références utiles à sa vérifiabilité et en les liant à la section « Notes et références ».
Tom Henning Øvrebø (né le 26 juin 1966 à Oslo, Norvège) est un arbitre de football norvégien. Diplômé en psychologie de l'université d'Oslo, il exerce le métier de psychologue en dehors du football. Il a notamment arbitré le match barça-chelsea qui se termina en vol. 

## Parcours
Øvrebø a arbitré 205 matches du championnat norvégien, Eliteserien, depuis ses débuts le 20 septembre 1992. En 1994, il est devenu un arbitre international FIFA, et a arbitré de nombreux matchs de la Coupe de l'UEFA et la Ligue des champions de l'UEFA. Il a remporté le prix Kniksen comme arbitre de l'année dans la ligue norvégienne en 2001, 2002, 2003, 2005 et 2006. Il a arbitré la finale de la Coupe de Norvège en 1999 (Rosenborg - Brann) et 2006 (Fredrikstad - Sandefjord).

## L'Euro 2008
Il a été choisi pour arbitrer lors de l'Euro 2008 - son premier grand tournoi devant son compatriote et collègue Terje Hauge. Il a arbitré le match Allemagne - Pologne le jour de l'ouverture du groupe B, puis le match Italie - Roumanie, qui a abouti à un 1-1. À la suite de ce match, la Fédération italienne de football a exigé de l'UEFA des excuses pour un but refusé par l'arbitre norvégien à Luca Toni pour hors-jeu. Ont également été critiqués un penalty donné à la Roumanie et un carton jaune à Daniele De Rossi à la fin de la partie. Plus tard, Øvrebø a admis qu'il avait commis une erreur pendant le jeu. Øvrebø n'a plus arbitré de match dans la suite de l'Euro 2008.

## Ligue des champions 2008-2009
La performance d'Øvrebø fut sujette à critique lors de la demi-finale de la Ligue des champions opposant Chelsea et le FC Barcelone le 6 mai 2009 à la suite de penaltys non sifflés pour plusieurs actions litigieuses : une faute sur Florent Malouda, une intervention limite sur Didier Drogba, une autre faute sur Nicolas Anelka, ainsi que deux mains dans la surface. Dans le temps additionnel, alors que le score était de 1-1, qualifiant ainsi le Football Club Barcelone, Michael Ballack effectua un tir qui rebondit sur le bras de Samuel Eto'o. Øvrebø, juste à côté, ne siffla rien, provoquant la fureur de Ballack. Après le coup de sifflet final certains joueurs de Chelsea dont Didier Drogba prirent à partie l'arbitre (« It's a disgrace, it's a fucking disgrace »). Cela fut suivi par des commentaires d'après match sur l'arbitrage de la part des joueurs et de l'entraîneur de Chelsea, Frank Lampard déclarant par exemple ne pas comprendre comment trois ou quatre penaltys avaient pu être refusés à Chelsea.
À la suite du match, Øvrebø a quitté l'Angleterre sous la protection de la police pour garantir sa sécurité. Il a en effet reçu des menaces de mort provenant de supporters anglais. À la suite de ces menaces, il décide d'arrêter sa carrière d'arbitre, mais est revenu plus tard sur sa décision.

## Ligue des champions de l'UEFA 2009-2010
Le 17 février 2010, lors du huitième de finale aller de la Ligue des champions entre le Bayern Munich et la Fiorentina, Øvrebø accorde un but  pour le Bayern à la 89e minute alors que Miroslav Klose était en position de hors-jeu de deux bon mètres alors que tous les joueurs, même Miroslav Klose, le reconnaissent ouvertement.
Mais ce fait de jeu est plus à mettre au crédit de son assistant, dont signaler les hors-jeux reste l'activité primordiale.

## Coupe du monde 2010
Dans la phase de groupes pour la qualification de la Coupe du monde 2010, Øvrebø a arbitré les matchs de l'Arménie contre la Turquie et de la Belgique contre l'Espagne, ainsi que le potentiellement bouillant Slovaquie contre la République tchèque.
Le 10 octobre 2009, Øvrebø a arbitré le match Grèce contre la Lettonie et s'est une nouvelle fois distingué par l'attribution d'un penalty discutable à la Grèce qui a modifié la donne de ce match.
Il était parmi les quatorze arbitres présélectionnés par l'UEFA pour la phase finale en Afrique du Sud. Par contre, Il n'a pas réussi à figurer dans la liste finale des dix représentants de l'Europe .